# Bodi idol
Bodi idol je bil slovenski pevski resničnostni šov na Net TV, ki je trajal dve sezoni v letih 2003−04.
O tem, kdo je v posamezni oddaji izpadel, in o končnem zmagovalcu so odločali gledalci, imeli pa so tudi žirijo (ena izmed žirantk je bila tudi Anja Rupel), ki je nastope zgolj komentirala.

## I. sezona
Finale 1. sezone (Bodi idol 2003) je potekal 7. decembra 2003 v dvorani Tabor. V njem sta se pomerila Peter Januš in Renata Mohorič, zmagal je prvi. Sezona se je začela z 12 tekmovalci ("finalisti"), ki so skupaj posneli pesem Uresničimo sanje Josipa Mianija - Pipija. Slednji je tudi sicer sodeloval pri projektu.
- Peter Januš – zmagovalec
- Renata Mohorič – 2. mesto
- Suzana Savič – 3. mesto
- Blaž Knez

## II. sezona
Finale 2. sezone (Bodi idol 2004) je potekal 26. decembra 2004 v Festivalni dvorani Maribor. V njem sta se pomerila Nuška Drašček in Dean Vivod, zmagala je prva. V drugi sezoni je tekmovalo 12 kandidatov, vodila pa jo je Rebeka Dremelj. Eden izmed žirantov je bil zmagovalec 1. sezone Peter Januš.
- Nuška Drašček – zmagovalka
- Dean Vivod – 2. mesto
- Katja Lesjak – 3. mesto
- Gorazd Ademovič (Lenart pri Mariboru, 18 let) – 4. mesto
- Andrej ?
- Natalija ?
- Tamara Fišter (26 let)